# 국제 모터스포츠 명예의 전당

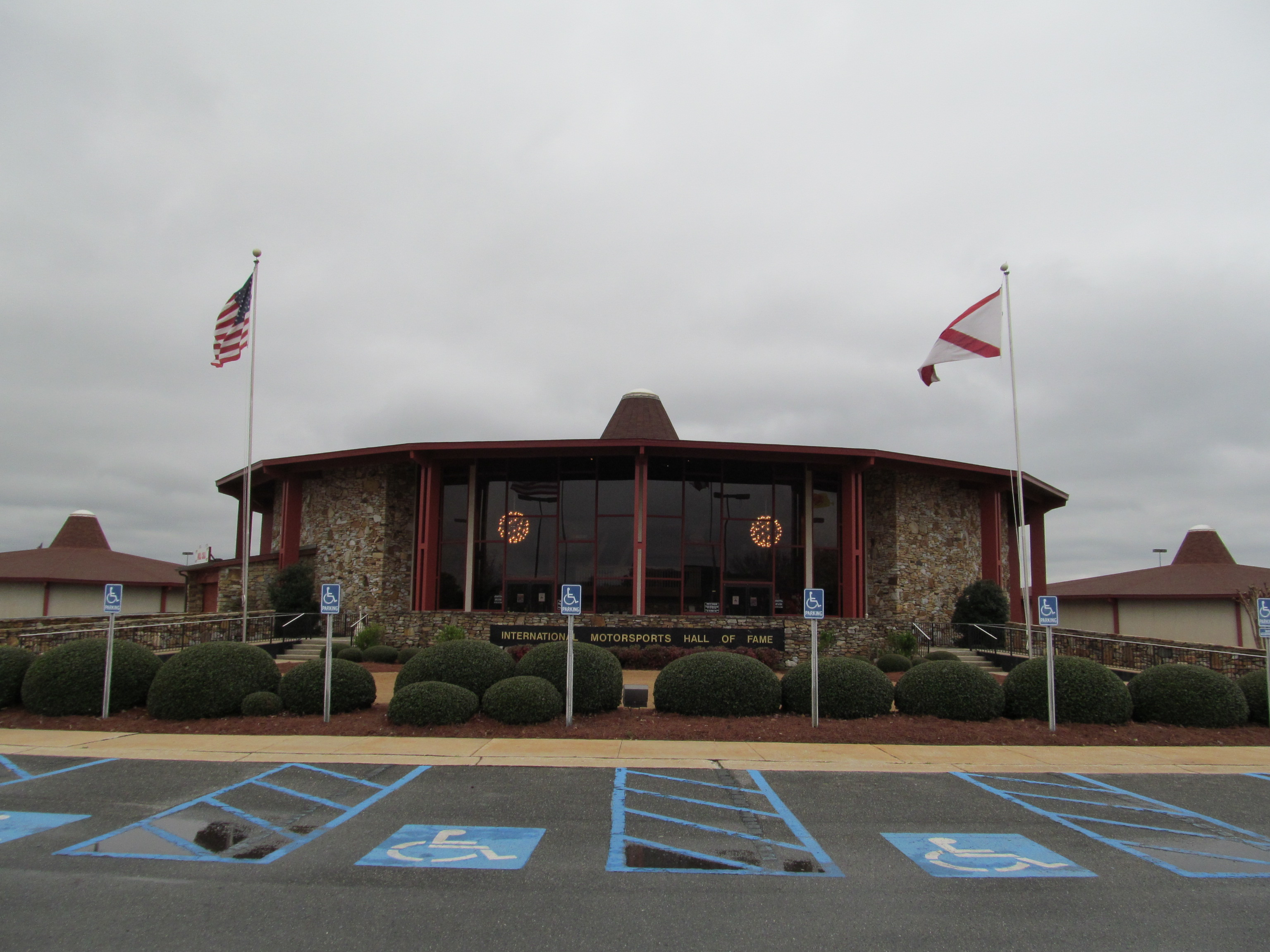
탤러디가 국제 모터스포츠 명예의 전당 외관

국제 모터스포츠 명예의 전당(International Motorsports Hall of Fame, IMHOF)은 앨라배마주 동부 중앙 탈라데가군에 위치한 4.28km 길이의 탈라데가 슈퍼스피드웨이(구 명칭: 앨라배마 국제 자동차 경주장)에 인접한 명예의 전당이다. 개발자, 운전사, 엔지니어, 오너로서 모터스포츠에 가장 많은 공헌을 한 사람들을 모시고 있다.